# Apollinaris Patera
Apollinaris Patera és un volcà de Mart. S'hi troba situat en l'hemisferi sud del planeta, en el quadrangle MC-23 (Aeolis), proper a l'equador marcià, i més concretament al sud-oest del volcà Elysium Mons, en l'Elysium Planitia, i al nord del cràter Gússev.
Apollinaris Patera s'alça a uns 5 km d'altura i posseeix una base de 296 km de diàmetre. En el cim d'aquest volcà s'hi troba un petit cràter volcànic, de contorn irregular, probablement originat a causa d'una erupció explosiva o piroclàstica. L'antiguitat d'Apollinaris Patera s'estima en uns 3.000 milions d'anys, o fins i tot 3.500 milions d'anys.
Apollinaris Patera va ser batejat així en 1973 i deu el seu nom a una muntanya propera a la ciutat italiana de Roma.

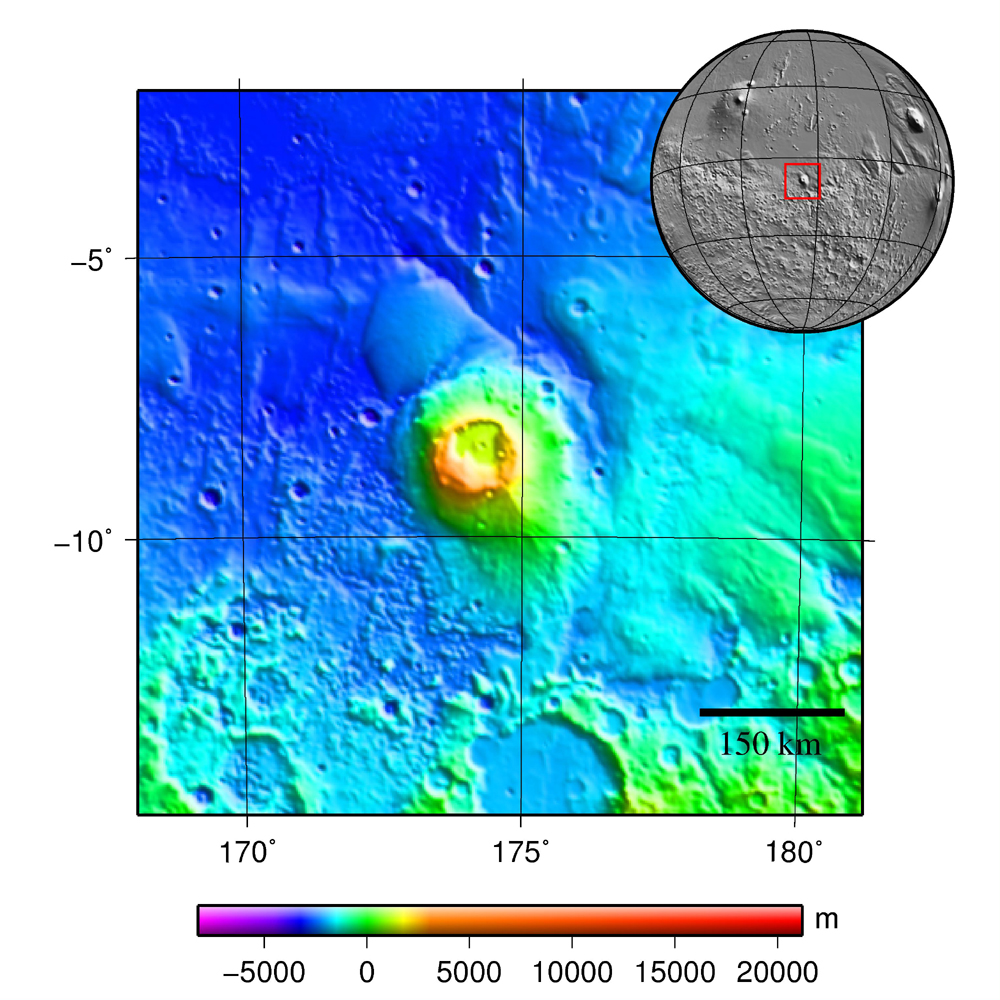
Topografia de l'accident geogràfic.